# Asindulum exemplum
Asindulum exemplum är en tvåvingeart som först beskrevs av Eberhard Plassmann 1978.  Asindulum exemplum ingår i släktet Asindulum och familjen platthornsmyggor.
Artens utbredningsområde är Bulgarien. Inga underarter finns listade i Catalogue of Life.